# Dina Gralla
Dina Gralla, nata Dina Sventen, (Varsavia, 15 gennaio 1905 – Berlino, 11 novembre 1994), è stata un'attrice e ballerina tedesca che ha lavorato all'epoca del cinema muto e nei primi anni del sonoro.

## Biografia
Dina Gralla nacque a Varsavia nel 1905, quando l'attuale capitale della Polonia faceva ancora parte dell'Impero russo. Ballerina di formazione classica, studiò e lavorò a Berlino. Allieva di recitazione di Walter Steinbeck, girò il suo primo film, Die Frau von vierzig Jahren nel 1925, diretta da Richard Oswald. Con la sua aria maliziosamente ingenua, interpretò una serie di film in cui recitò spesso insieme a Lilian Harvey. Le sue doti di ballerina furono sfruttate in alcuni film, come in Das Girl von der Revue, dove fu diretta da Richard Eichberg.
L'accento polacco non le avrebbe impedito una carriera nel cinema sonoro. Ma, nel 1933, contrasse la tubercolosi, malattia che le spezzò la carriera. Trovò lavoro come stenografa e, dopo la guerra, fece la donna delle pulizie, la cameriera e la commessa in una libreria di Berlino. La sua ultima partecipazione a un film risale al 1954, quando, insieme ad altre numerose star della rivista e della canzone, apparve nel musical di Erik Ode An jedem Finger zehn.

## Filmografia
La filmografia è completa.
- Die Frau von vierzig Jahren, regia di Richard Oswald (1925)
- Leidenschaft. Die Liebschaften der Hella von Gilsa, regia di Richard Eichberg (1925)
- Die Frau mit dem Etwas, regia di Erich Schönfelder (1925)
- Die Kleine vom Bummel, regia di Richard Eichberg (1925)
- Unser täglich Brot, regia di Constantin J. David (1926)
- Prinzessin Trulala, regia di Erich Schönfelder e, supervisore, Richard Eichberg (1926)
- L'ufficiale d'ordinanza (Der Balletterzherzog. Ein Wiener Spiel von Tanz und Liebe), regia di Max Neufeld (1926)
- La signora che non vuole bambini (Madame wünscht keine Kinder), regia di Alexander Korda (1926)
- Wie heirate ich meinen Chef?, regia di Erich Schönfelder (1927)
- Die schönsten Beine von Berlin, regia di Willi Wolff (1927)
- Der Fürst von Pappenheim, regia di Richard Eichberg (1927)
- Svejk v civilu, regia di Gustav Machatý (1927)
- Im Luxuszug, regia di Erich Schönfelder (1927)
- Das Fräulein von Kasse 12, regia di Erich Schönfelder (1928)
- Der alte Fritz - 1. Friede, regia di Gerhard Lamprecht (1928)
- Schwejk in Zivil, regia di Gustav Machatý (1928)
- Der alte Fritz - 2. Ausklang, regia di Gerhard Lamprecht (1928)
- Du sollst nicht stehlen, regia di Victor Janson (1928)
- Der Piccolo vom Goldenen Löwen, regia di Carl Boese (1928)
- Der Geliebte seiner Frau, regia di Max Neufeld (1928)
- Das Girl von der Revue, regia di Richard Eichberg (1928)
- Befehl zur Ehe, regia di Max Neufeld (1928)
- Modellhaus Crevette, regia di Max Neufeld (1928)
- Die tolle Komtess, regia di Richard Löwenbein (1928)
- Ein kleiner Vorschuß auf die Seligkeit, regia di Jaap Speyer (1929)
- Wer wird denn weinen, wenn man auseinandergeht?, regia di Richard Eichberg (1929)
- Kehre zurück! Alles vergeben!, regia di Erich Schönfelder (1929)
- Fräulein Lausbub, regia di Erich Schönfelder (1930)
- Der Liebesarzt, regia di Erich Schönfelder (1931)
- Der Liebesexpreß, regia di Robert Wiene (1931)
- Die schwebende Jungfrau, regia di Carl Boese (1931)
- Keine Feier ohne Meyer, regia di Carl Boese (1931)
- Kinder des Glücks, regia di Alexander Esway (1931)
- Ein Auto und kein Geld, regia di Jacob Fleck e Luise Fleck (1932)
- Die Wasserteufel von Hieflau, regia di Erich Kober, Eugen Schüfftan e, supervisore, Franz Herterich
- Grüß' mir die Lore noch einmal, regia di Carl Heinz Wolff (1934)
- An jedem Finger zehn, regia di Erik Ode (1954)